# Saints-Apôtres (titre cardinalice)
Le titre cardinalice des Saints-Apôtres est un des plus vieux et plus prestigieux. Il a été érigé dès l'an 112 par le pape Évariste. Il portait primitivement le nom des Saints-Philippe-et-Jacques (les deux apôtres qui, d'après la tradition, sont enterrés dans la basilique des Saints-Apôtres). Ce titre a été confirmé par les papes Pélage Ier en 555 et Jean III en 560 qui lui donne son nom actuel en consacrant la nouvelle basilique le 1er mars 560.
Le titulus fut, un temps, rattaché à la basilique Sainte-Marie-Majeure dont les prêtres venaient célébrer la messe à tour de rôle.
Parmi ses titulaires, on peut citer les futurs papes Jules II et Clément XIV.

## Titulaires
- Epifanio (494-?)
- Agapito (ou Rustico) (530?-535)
- Andromaco (590-?)
- Marino (731-?)
- Giovanni (964-prima del 993)
- Giovanni (993-?)
- Bernardo (ca. 1067-prima del 1073)
- Giovanni (ca. 1073-prima del 1099)
- Gregorio Gaetani (1099-ca. 1112)
- Ugo Visconti (ca. 1112-1121)
- Gregorio Conti (1122-ca. 1140)
- Alberto (da Monte Sacrato) (1152-ca. 1156)
- Ildebrando Grassi, Can.Reg. (1157-1178)
- Idelberto (1179-ca. 1182)
- Pandolfo Masca (1182-1201)
- Stefano di Ceccano, s.o.c. (1213-1227)
- Guillaume de Talliante, O.s.b. (1244-1250)
- Annibale d'Annibaldeschi de Molaria (ou Annibaldo, ou Annibaldi della Molara), O.p. (1262-1272)
- Gerardo Bianchi, s.o.c. (1278-1281)
- Imbert du Puy (ou Hubert) (1327-1348)
- Peytavin de Montesquiou (ou Pectin de Montesquieu) (1350-1355)
- Pierre de La Forest (ou Forêt, ou Laforest), O.s.b. (1356-1361)
- Bernard du Bosquet (1368-1371)
- Robert de Genève (1371-1378), futur antipape Clément VII
- Jan Očko z Vlašimi (1378-1380)
- Fernando Pérez Calvillo (1397-1404), pseudo-cardinal de Benoît XIII
- Pietro Filargo di Candia (ou Filarete, ou Filargos), o.f.m.conv. (1405-1409), futur antipape Alexandre V
- Louis de Bar (1409-1412)
- Johannes Bessarion (1440-1449) ; in commendam (1449-1471)
- Pietro Riario, o.f.m.conv., in commendam (1471-1474)
- Giuliano della Rovere, in commendam (1474-1503), futur pape Jules II
- Clemente Grosso della Rovere, o.f.m.conv. (1503-1504)
- Leonardo Grosso della Rovere (1505-1508)
- Francesco Soderini (1508-1511)
- Nicolas Fieschi (1511-1517)
- Pompeo Colonna (ou Pompeio) (1517-1524)
- Vacant (1524-1532)
- Alfonso Manrique de Lara y Solís (1532-1538)
- Pedro Gómez Sarmiento (1538-1541)
- Miguel de Silva (1542-1543)
- Durante Duranti (1545-1558)
- Markus Sitticus von Hohenems (ou Altemps) (1561-1565)
- Marco Antonio Colonna (1565-1580)
- Vacant (1580-1585)
- Rodrigo de Castro Osorio (1585-1600)
- François d'Escoubleau de Sourdis (1600-1606)
- Domenico Ginnasi (1606-1624)
- Desiderio Scaglia, O.p. (1626-1627)
- Vacant (1627-1634)
- Francesco Maria Brancaccio (1634-1663)
- Paluzzo Paluzzi Altieri Degli Albertoni (1666-1681)
- Francesco Lorenzo Brancati di Lauria, o.f.m.conv. (1681-1693)
- Vacant (1693-1698)
- Giorgio Cornaro (1698-1722)
- Benedetto Odescalchi-Erba (1725-1740)
- Domenico Riviera (ou Rivera) (1741-1752)
- Henri Benoît Stuart, duc d'York (1752-1759) ; in commendam (1759-1762)
- Lorenzo Ganganelli, o.f.m.conv. (1762-1769), futur pape Clément XIV
- Francisco de Solís Folch de Cardona (1769-1775)
- Giovanni Archinto (1776-1795)
- Francisco Antonio de Lorenzana y Butrón (1797-1804)
- Dionisio Bardaxí y Azara (1816-1822)
- Carlo Odescalchi (1823-1833)
- Francesco Serra-Cassano (1833-1850)
- Antonio Francesco Orioli, o.f.m.conv.(1850-1852)
- Giusto Recanati, o.f.m.conv. (1853-1861)
- Antonio Maria Panebianco, o.f.m.conv. (1861-1885)
- José Sebastião d'Almeida Neto, o.f.m.conv. (1886-1920)
- Pietro La Fontaine (1921-1935)
- Ignace Gabriel Ier Tappouni (1935-1965)
- Francesco Roberti (1967-1977)
- Agostino Casaroli (1979-1985) ; in commendam (1985-1998)
- Giovanni Battista Re (2001-2002)
- Angelo Scola (2003-

## Sources
- (it) Cet article est partiellement ou en totalité issu de l’article de Wikipédia en italien intitulé « Santi XII Apostoli (titolo cardinalizio) » (voir la liste des auteurs).